# Großsteingrab Zscherben
Das Großsteingrab Zscherben war eine jungsteinzeitliche megalithische Grabanlage bei Zscherben, einem Ortsteil von Merseburg im Saalekreis, Sachsen-Anhalt. Die Anlage wurde um 1796 durch einen Bauern ausgegraben und später zerstört.

## Lage
Das Grab befand sich auf einer flachen Anhöhe am Vogelsberg bei Zscherben.

## Beschreibung
Nach einem Bericht von Karl Rosenkranz wurde das Grab dicht unter der Erde gefunden. Es war „mit kleineren, aber nicht gemauerten, sondern nur übereinander gelegten Steinen eingefaßt und mit größeren, plattenartigen, aber nur roh bearbeiteten Steinen bedeckt.“ Angaben zur Größe oder zur Orientierung liegen nicht vor. Der Grabtyp lässt sich nicht sicher bestimmen. Hans-Jürgen Beier vermutet aufgrund der Angaben Rosenkranz’ ein eingesenktes Kammergrab oder ein pseudomegalithisches Mauerkammergrab.
Menschliche Skelette wurden in dem Grab offenbar nicht mehr gefunden. Als Grabbeigaben traten 20 Keramikgefäße zutage. Diese wurden zunächst in der Bibliothek der Merseburger Domschule aufbewahrt, dort aber mit Funden aus dem Brannthügel vermischt und sind daher nicht mehr sicher von diesen zu trennen. Die Funde aus Zscherben scheinen aber alle der spätneolithischen Walternienburger Kultur anzugehören. Von Merseburg aus gelangten sie zunächst ins Harzmuseum Wernigerode und befinden sich heute im Landesmuseum für Vorgeschichte in Halle (Saale).